# Buffalo Narrows

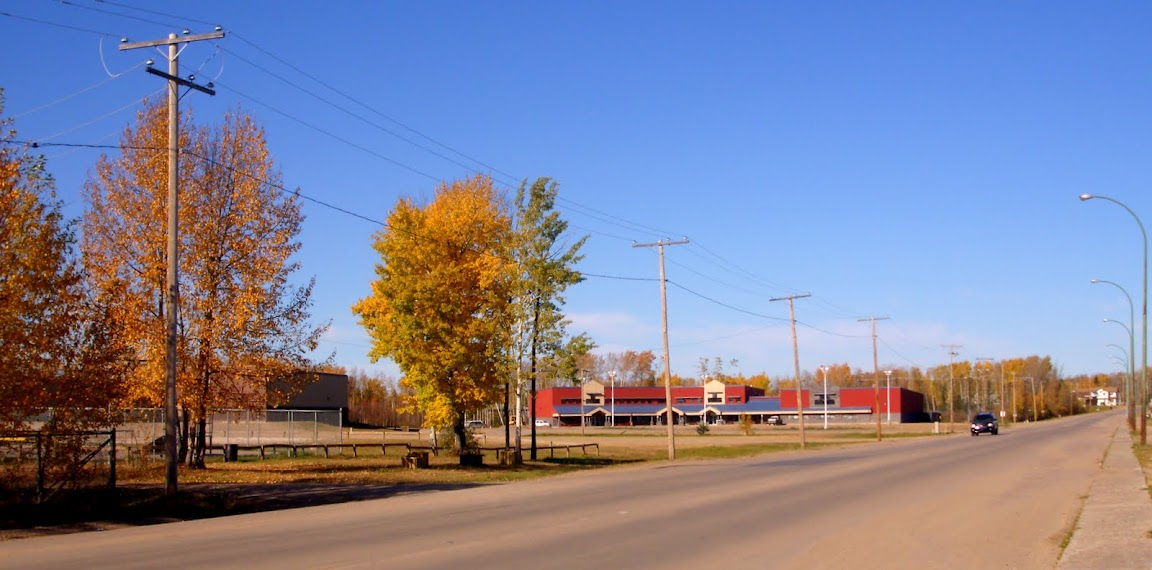
Centre-ville de Buffalo Narrows / Détroit-du-Bœuf.

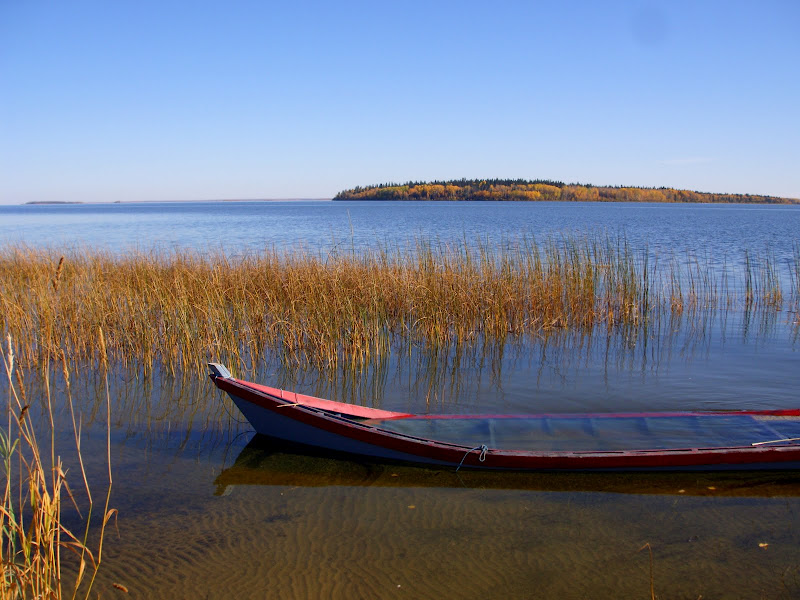
Vue du lac Churchill depuis Buffalo Narrows.

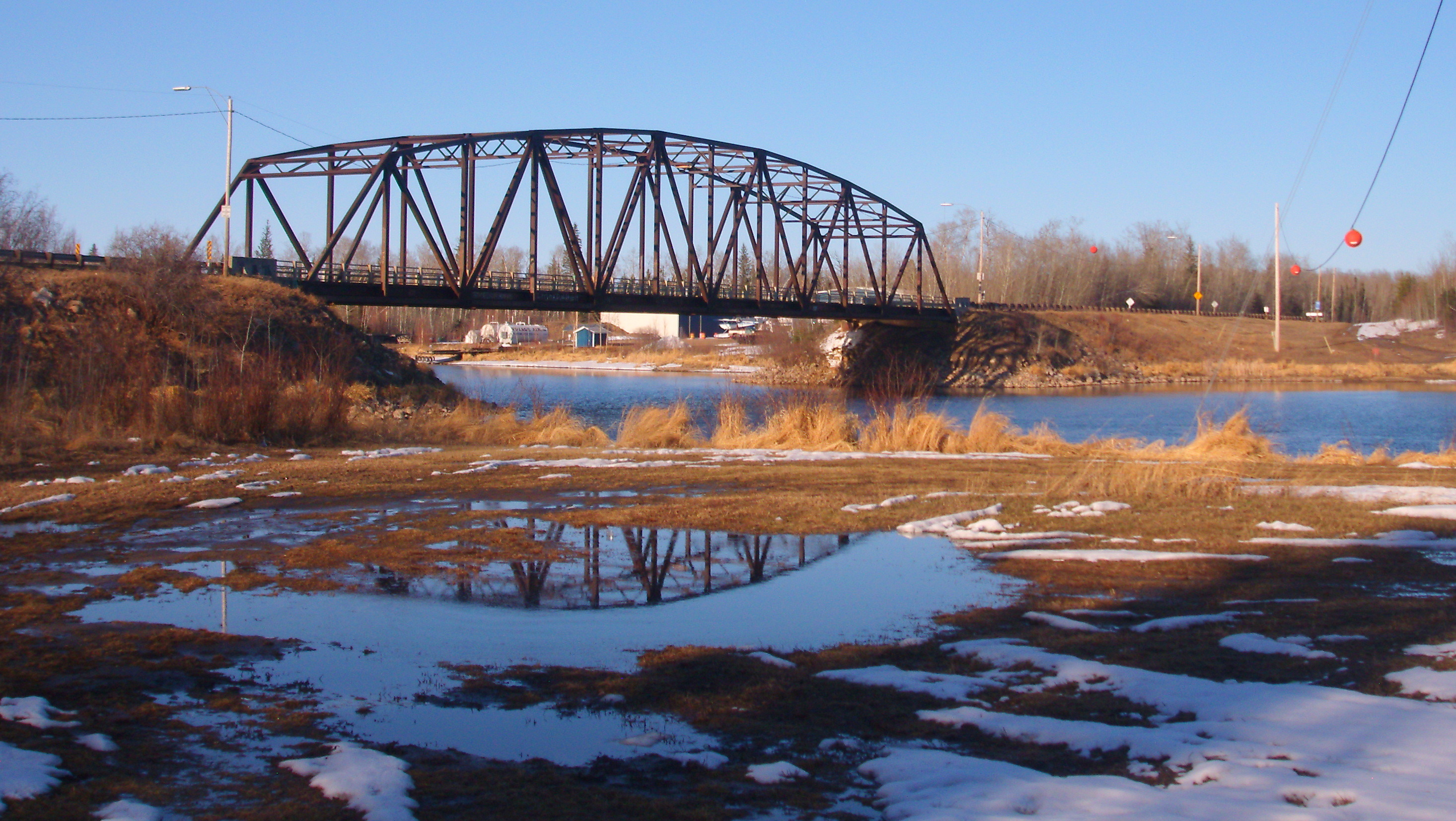
Pont enjambant le Détroit-du-Bœuf à Buffalo Narrows.

Buffalo Narrows, ou Détroit-du-Bœuf, est un village nordique dans le nord de la province de la Saskatchewan (Canada).

## Géographie
Le village doit son nom à la configuration géographique du lieu, qui forme un détroit entre le lac Churchill à l'est et le lac Peter Pond à l'ouest.
En 2011, la population du village s'élevait à 1153 habitants.

## Histoire
Cette région est peuplée depuis des siècles par les Amérindiens des bations Déné et Tchipewyans.
Les premiers explorateurs du lieu furent les trappeurs canadiens-français, qui arpentèrent la région dès le XIXe siècle. Ils nommèrent cet endroit de terre qui sépare cette étendue d'eau en deux lacs distincts : le lac à l'Eau Clair (rebaptisé lac Churchill en 1944 et le lac au Bœuf, rebaptisé lac Peter Pond. Le nom de Détroit du Bœuf fut donné par les premiers voyageurs en raison de la présence de bisons. D'autres animaux partageaient cet espace sauvage, notamment le castor du Canada, très abondant autour des deux lacs.
Un poste de traite fut établi par les trappeurs qui arpentaient la région entre les postes de traite de l'Île-à-la-Crosse et de Portage La Loche. Les trappeurs faisaient le commerce de la fourrure avec la Compagnie de la baie d'Hudson et la Compagnie du Nord-Ouest.
En 1875, le botaniste John Macoun visita ce lieu et en fit une description.
Au début du XXe siècle, des immigrants scandinaves vinrent s'installer ici. Ils s'adonnèrent au piégeage et à l'élevage de visons et établirent un établissement de pêche.
Les représentants politiques de ce village sont Estelle Laliberté (maire), Buckley Belanger (représentante à l'Assemblée législative de la Saskatchewan et Georgina Jolibois (élue de la circonscription électorale de Desnethé—Missinippi—Rivière Churchill).
Un parc d'attraction est situé à côté du village le long du lac Peter Pond.
Le long des rives des lacs vit une espèce vulnérable protégée, le pluvier siffleur.

## Démographie
| 2001  | 2006  | 2011  | 2016  |
| ----- | ----- | ----- | ----- |
| 1 137 | 1 081 | 1 153 | 1 110 |